# 2008 TC3
2008 TC3 (тимчасове позначення Каталінського огляду 8TA9D69) — астероїд діаметром 4,1 м і масою 80 тонн, який увійшов в атмосферу Землі 7 жовтня 2008 року. Він вибухнув на висоті близько 37 км над Нубійською пустелею в Судані. Було знайдено близько 600 метеоритів загальною масою 10,5 кг. Багато з них належать до рідкісного типу, відомого як уреїліти, і містять, серед інших мінералів, наноалмази.
Це був перший випадок, коли падіння астероїда було передбачено до того, як він увійшов в атмосферу Землі як метеор.

## Відкриття

Анімація збуреного обертання 2008 TC3 перед входом в атмосферу

Астероїд був відкритий Річардом Ковальським на 1,5-метровому телескопі Каталінського огляду неба на горі Леммон, на північ від Тусона, штат Аризона, США, 6 жовтня, 06:39 UTC, за 19 годин до зіткнення.
Цей астероїд став першим небесним тілом, яке спостерігали в космосі до того, як воно впало на Землю. Це дозволило перевірити методи значення фізичних параметрів астероїдів за спостережними даними. Загалом менш ніж за 19 годин 27 спостерігачами-аматорами та професійними спостерігачами було виконано 586 астрометричних і майже стільки ж фотометричних спостережень астероїда та повідомлено Центру малих планет. Центр малих планет за одинадцять годин випустив 25 електронних циркулярів з новими орбітальними рішеннями в міру того, як надходили нові спостереження. 7 жовтня о 01:49 UTC астероїд увійшов у тінь Землі, що унеможливило подальші спостереження.
Прогнози зіткнення були виконані за допомогою напівавтоматичної системи моніторингу CLOMON 2 Пізанського університету, а також системи Sentry Лабораторії реактивного руху. Спектральні спостереження, проведені астрономами на 4,2-метровому телескопі Вільяма Гершеля в обсерваторії Роке-де-лос-Мучачос на Канарських островах узгоджувались з астероїдом C-типу або M-типу.

## Вхід в атмосферу

Анімація орбіти 2008 TC3
2008 TC3·
Sun·
Earth

Метеор увійшов в атмосферу Землі над північним Суданом о 02:46 UTC (05:46 за місцевим часом) 7 жовтня 2008 року зі швидкістю 12,8 км/с за азимутом 281 градус під кутом 19 градусів до горизонту. Він вибухнув на висоті кілька десятків кілометрів над землею з енергією від 0,9 до 2,1 кілотонн тротилу над віддаленим районом Нубійської пустелі, спричинивши великий болід.
Світло боліда було настільки яскравим, що воно освітлювало небо, як повний місяць. Спалах було видно з авіалайнера на відстані 1400 км. Веб-камера зафіксувала спалах, який освітлював пляж Ель-Гуна за 725 кілометрів на північ від вибуху. Знімок вибуху з низькою роздільною здатністю зробив метеосупутник Метеосат 8. На знімках Метеосата болід знаходився в точці 21°00′ пн. ш. 32°09′ сх. д. / 21.00° пн. ш. 32.15° сх. д.. Матриці інфразвукових детекторів у Кенії також зафіксували звукову хвилю з напрямку очікуваного удару, що відповідає енергії 1,1-2,1 кілотонн тротилу. Астероїди такого розміру потрапляють на Землю приблизно два-три рази на рік.
Траєкторія, визначена з астрономічних спостережень, перетиналася з поверхнею Землі в точці 20°18′ пн. ш. 33°30′ сх. д. / 20.3° пн. ш. 33.5° сх. д., але очікувалось, що об'єкт розпадеться від тертя об атмосферу за 100—200 км на захід, коли він спускався, дещо на схід від річки Ніл і приблизно в 100 км на південь від кордону Єгипту та Судану.
Згідно з урядовими джерелами США, супутники США зафіксували вхід тіла в атмочферу о 02:45:40 UT, з початковим виявленням тіла в координатах 20°54′ пн. ш. 31°24′ сх. д. / 20.9° пн. ш. 31.4° сх. д. на висоті 64,5 км та кінцевим вибухом на 20°48′ пн. ш. 32°12′ сх. д. / 20.8° пн. ш. 32.2° сх. д. на висоті 37 км. Ці зображення не були опубліковані.

## Знайдені метеорити

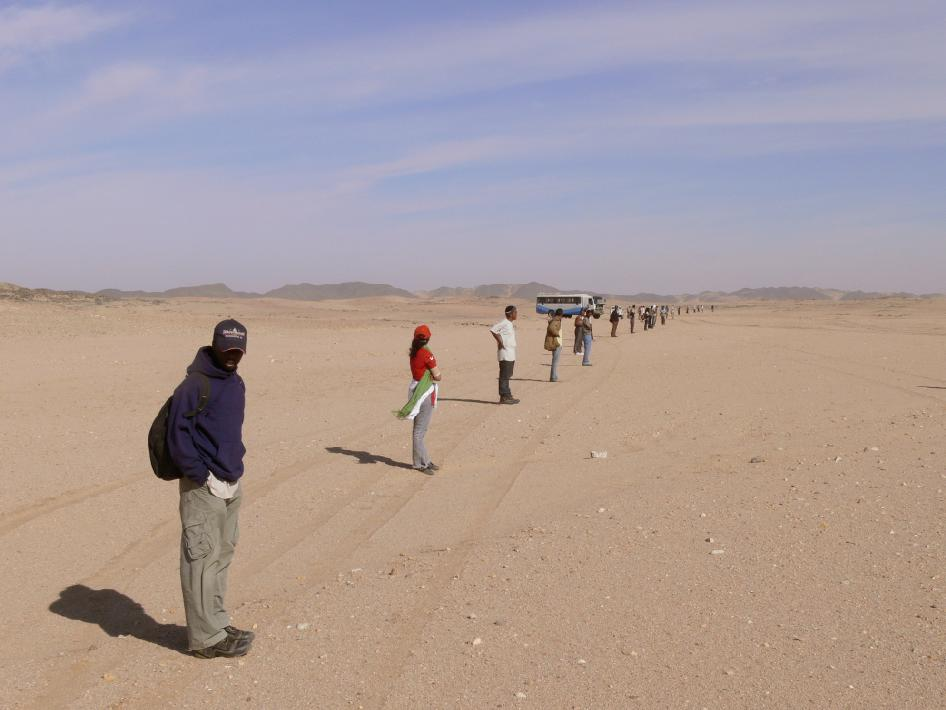
Студенти і співробітники Хартумського університету обшукують Нубійську пустелю в пошуках уламків метеорита

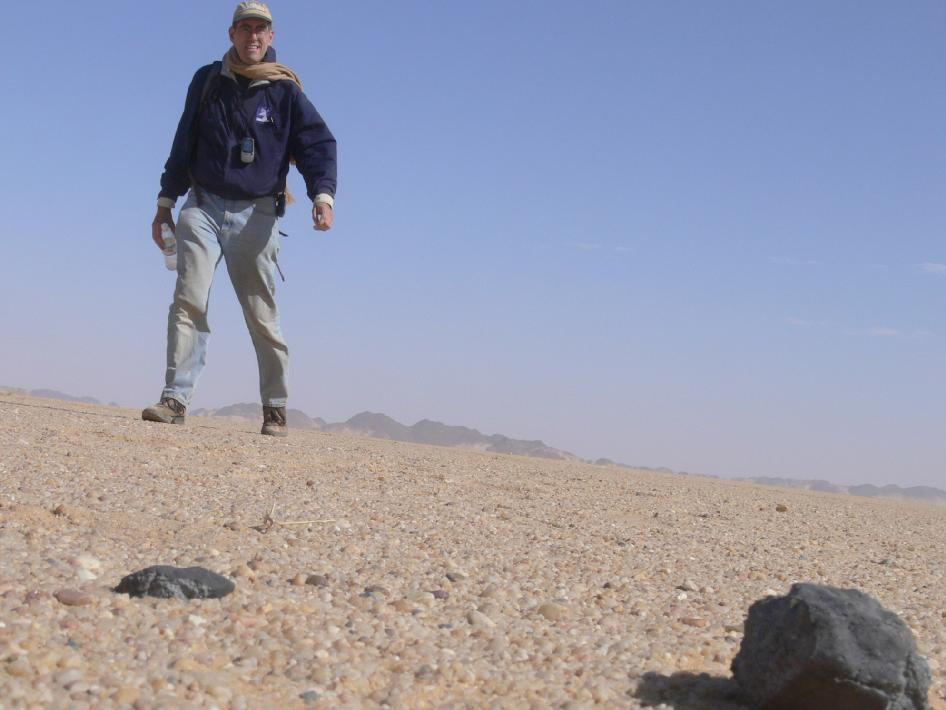
і один з фрагментів метеорита, знайдений 28 лютого 2009 року

Під час обшуку зони падіння, який розпочався 6 грудня 2008 року, було виявлено 10,5 кг метеоритів в приблизно 600 фрагментах. Ці метеорити мають загальну назву Альмахата Сітта (араб. المحطة ستة), що означає «Шоста станція» і є залізничною станцією між Ваді Халфа та Хартумом, Судан. Цей пошук очолили Пітер Дженніскенс з Інституту SETI в Каліфорнії, США, та Муавіа Шаддад з Хартумського університету в Судані, і він проводився у співпраці зі студентами та співробітниками Хартумського університету. Перші 15 метеоритів були знайдені в перші три дні пошуків. Було опитано багато свідків. Пошук вівся в області, розрахованій Лабораторією реактивного руху НАСА.
Аналіз знайдених метеоритів проводив так званий «онсорціуму Альмахата Сітта», що включав Дослідницький центр Еймса у Каліфорнії, Космічний центр Джонсона в Х'юстоні, Інститут Карнегі у Вашингтоні та Фордгемського університету в Нью-Йорку. На чолі консорціуму стояв Пітер Дженніскенс. Перший виміряний зразок був аномальним наддрібнозернистим пористим поліміктовим уреїлітовим ахондритом з великими вуглецевими зернами. Спектри відбиття метеорита в поєднанні з астрономічними спостереженнями ідентифікували астероїд 2008 TC3 як астероїд класу F. Ці тендітні аномально темні багаті вуглецем уреїліти тепер міцно пов'язані з групою астероїдів F-класу. На метеориті виявлено амінокислоти. Було показано, що наноалмази, знайдені в метеориті, росли повільно, в зародку планети, розміром більше від Меркурія і менше від Марса. Виявлені у фрагменті під назвою AhS 202 гідратовані кристали, відомі як амфіболи, свідчать про те, що 2008 TC3 на початку, ймовірно, належав карликовій планеті розміром з Цереру.
Річард Ковальський, який відкрив астероїд, отримав у подарунок від друзів і доброзичливців крихітний фрагмент Альмахата Сітта.